# Sojuz TM-21
La Sojuz TM-21 è stata la 21ª missione diretta verso la stazione spaziale russa Mir.

## Equipaggio
| Ruolo                  | Equipaggio al lancio                             | Equipaggio all'atterraggio                      |
| ---------------------- | ------------------------------------------------ | ----------------------------------------------- |
| Comandante             | Vladimir Dežurov, Roscosmos Mir 18 Primo volo    | Anatolij Solov'ëv, Roscosmos Mir 19 Quarto volo |
| Ingegnere di volo      | Gennadij Strekalov, Roscosmos Mir 18 Quinto volo | Nikolaj Budarin, Roscosmos Mir 19 Primo volo    |
| Cosmonauta Ricercatore | Norman Thagard, NASA Mir 18 Quinto volo          | —                                               |

### Equipaggio di riserva
| Ruolo                  | Equipaggio                   | Equipaggio                   |
| ---------------------- | ---------------------------- | ---------------------------- |
| Comandante             | Anatolij Solov'ëv, Roscosmos | Anatolij Solov'ëv, Roscosmos |
| Ingegnere di volo      | Nikolaj Budarin, Roscosmos   | Nikolaj Budarin, Roscosmos   |
| Cosmonauta Ricercatore | Bonnie Dunbar, NASA          | Bonnie Dunbar, NASA          |

## Parametri della missione
- Massa: 7.150 kg
- Perigeo: 201 km
- Apogeo: 247 km
- Inclinazione: 51,65°
- Periodo: 1 ora, 28 minuti e 42 secondi